# Tetramerium nervosum
Tetramerium nervosum är en akantusväxtart som beskrevs av Christian Gottfried Daniel Nees von Esenbeck. Tetramerium nervosum ingår i släktet Tetramerium och familjen akantusväxter. Inga underarter finns listade i Catalogue of Life.